# Günther Rall
Günther Rall (Gaggenau, 10 marzo 1918 – Bad Reichenhall, 4 ottobre 2009) è stato un aviatore e generale tedesco che prestò servizio nell'aeronautica militare tedesca durante e dopo la seconda guerra mondiale, diventandone il capo di stato maggiore dal 1971 al 1974.
Con un totale di 275 vittorie aeree ottenute in 621 missioni, fu il terzo miglior asso tedesco del fronte orientale, nonché il terzo in assoluto di tutta la storia dell'aviazione dopo Erich Hartmann e Gerhard Barkhorn

## Biografia

### Seconda guerra mondiale
Figlio di un commerciante, Günther Rall nacque a Gaggenau (Baden-Württemberg) il 10 marzo 1918. Preso il diploma al liceo, entrò nell'esercito tedesco nel 1936 come allievo ufficiale nel 13º reggimento fanteria e l'anno successivo cominciò a frequentare la scuola militare di Dresda, dove si convinse a passare alla Luftwaffe, l'aeronautica militare della Germania nazista. Ottenne il brevetto di pilota di caccia nel 1938. Nell'agosto 1939 venne assegnato all'8ª squadriglia (Staffel) del III gruppo (Gruppe) del Jagdgeschwader 52 (JG 52 - 52º stormo caccia) di Stoccarda.
La prima vittoria di Rall coincise con il suo primo combattimento aereo nella campagna di Francia, avvenuto il 18 maggio 1940, quando abbatté il Curtiss P-36 Hawk del cecoslovacco Otto Hanzlicek (che si salvò lanciandosi con il paracadute). Poco dopo la sua squadriglia fu trasferita a Calais per partecipare alla battaglia d'Inghilterra, e quasi subito, il 25 luglio, Rall passò al comando dell'8ª squadriglia del JG 52 dove tra l'altro ottenne la promozione a Oberleutnant (tenente) il 1º agosto. In ottobre l'8ª squadriglia venne ritirata dalla prima linea per un periodo di riposo e riorganizzazione quindi venne dislocata in Romania per difendere raffinerie e ponti sul Danubio durante la campagna dei Balcani della primavera 1941.

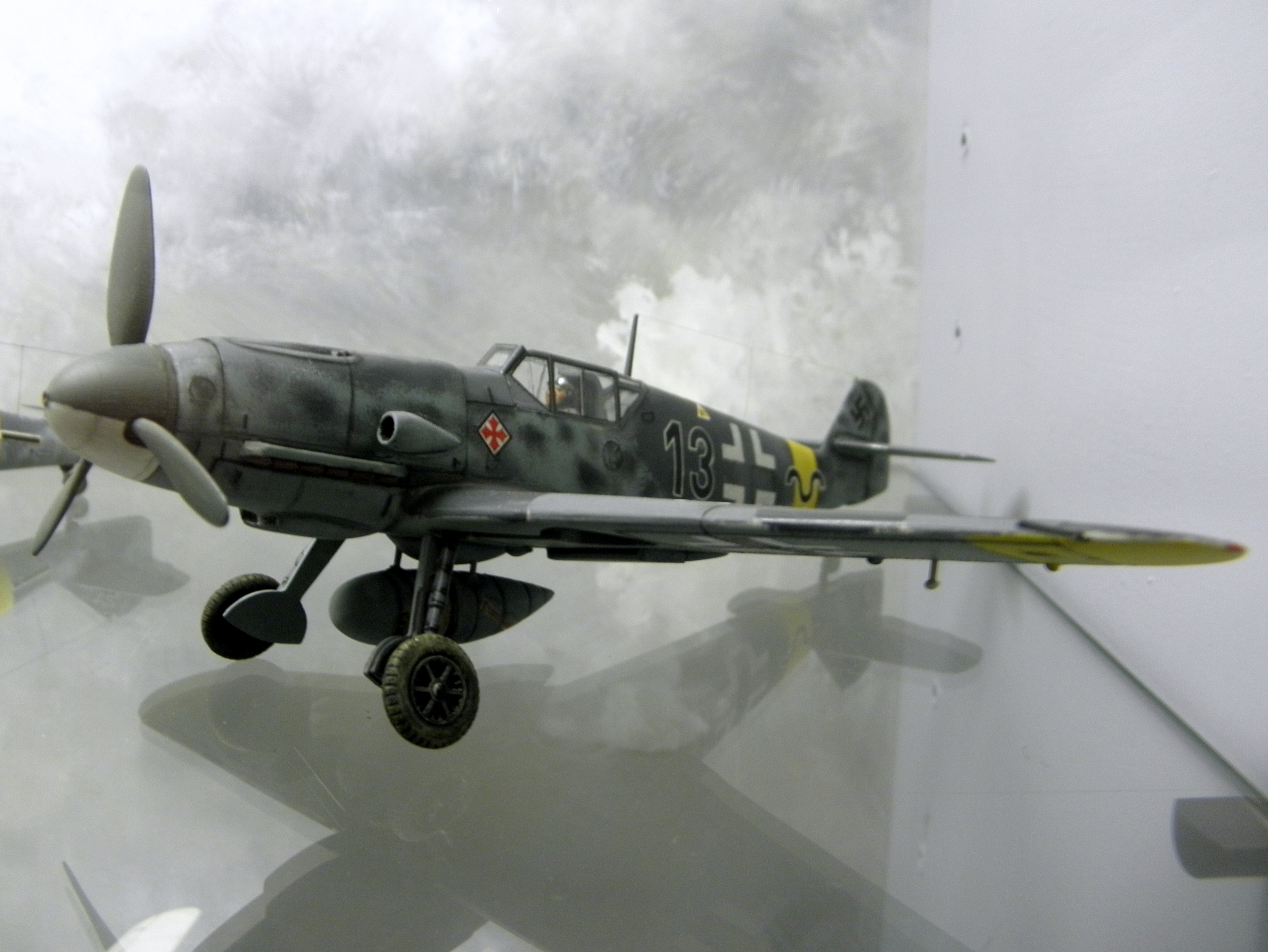
Voghenza, frazione di Voghiera, Museo del modellismo storico: modello in scala del Messerschmitt Bf 109G-2 con la livrea dell'asso tedesco Günther Rall nel 8/JG 52, Gostanovka, Russia, agosto 1942.

Alla fine di maggio la squadriglia diretta da Rall venne coinvolta nella battaglia di Creta ma alcune incursioni di bombardieri sovietici sulle raffinerie rumene la costrinsero a tornare nel paese dell'Europa danubiana. In cinque giorni Rall (che ottenne la sua prima vittoria del fronte orientale il 24 luglio) e i suoi commilitoni abbatterono circa cinquanta aerei nemici prima di essere inviati nel settore sud del fronte. Qui Rall, dopo aver conseguito la sua 36ª vittoria, venne colpito da un Polikarpov I-16 (o forse da uno Yak-1) e dovette effettuare un duro atterraggio con il carrello retratto, fratturandosi la spina dorsale in tre punti e rimanendo a lungo paralizzato alla gamba e alla parte destra del corpo. La convalescenza terminò nell'agosto 1942 e subito ritornò a conseguire successi nell'8ª squadriglia abbattendo ventisei apparecchi nel corso del mese. Il 3 settembre, in occasione della sua 65ª vittoria, gli venne conferita la Croce di Cavaliere. Per la fine del mese gli aerei nemici abbattuti erano saliti a novanta. Raggiunta la 99ª e 100ª vittoria il 22 ottobre contro un LaGG-3 e un La-5 del 131º reggimento aereo da caccia sovietico sopra Malgobek, il 26 ottobre Adolf Hitler in persona aggiunse alla sua Croce di Cavaliere le fronde di quercia. Nell'aprile 1943 avanzò al grado di Hauptmann (capitano) ottenendo il comando del III gruppo del JG 52 (III/JG 52) il 6 luglio, e proprio in questo nuovo incarico di comando arrivò alla 200ª vittoria il 29 agosto 1943, nel corso della sua 555ª missione di guerra. Fu il terzo pilota della Luftwaffe a raggiungere questo prestigioso traguardo. Si incontrò di nuovo con Hitler il 12 settembre per ricevere le spade da aggiungere alla Croce di Cavaliere con fronde di quercia. Nel solo mese di ottobre fece precipitare più di quaranta aerei sovietici.

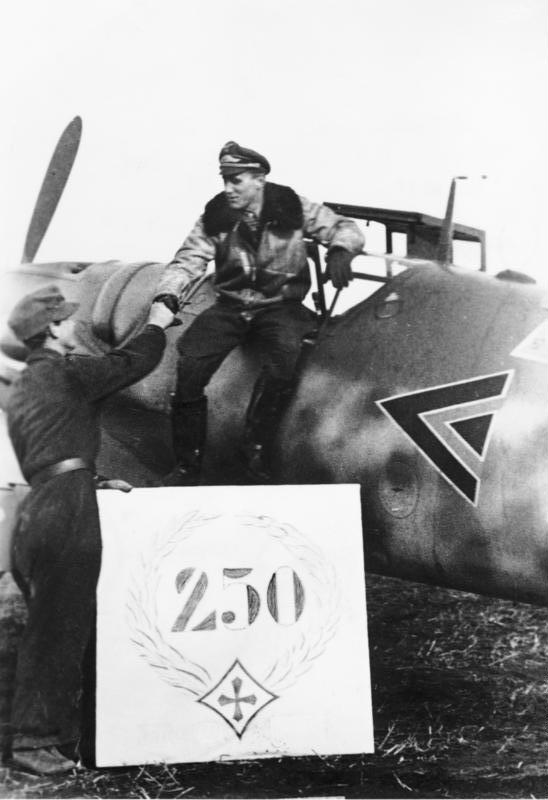
Rall al ritorno dalla missione in cui abbatté il 250º aereo nemico

Il 19 aprile 1944 Rall prese il comando del 2º gruppo dell'11º stormo caccia (II/JG 11) destinato alla difesa dei cieli tedeschi. Il 12 maggio, mentre era in missione con un Messerschmitt Bf 109G-5, riuscì a far precipitare due Republic P-47 Thunderbolt del 56º gruppo caccia statunitense, arrivando vicino ad abbattere anche il comandante Hubert Zemke; venne invece attaccato da altri due P-47 e abbattuto dal Lieutenant (tenente) Joseph Powers. Con l'aereo danneggiato e il pollice sinistro tagliato di netto da un proiettile, Rall abbandonò l'aereo paracadutandosi sopra Francoforte sul Meno. Venne operato ma un'infezione lo costrinse a letto fino a novembre.
Divenne quindi istruttore di volo, incarico che lasciò il 20 febbraio 1945 quando fu designato comandante del Jagdgeschwader 300 basato a Salisburgo, quando era già stato promosso Major (maggiore). Venne preso prigioniero dagli statunitensi a guerra terminata. Nella sua carriera compì un totale di 621 missioni e venne abbattuto non meno di otto volte, tre furono le volte in cui venne ferito e 275 gli aerei da lui abbattuti (di cui tre al fronte occidentale).

### Dopo la guerra
Mentre era prigioniero ad Heidelberg, Rall venne contattato dagli statunitensi che stavano cercando piloti con esperienza di volo sui Messerschmitt Me 262. Venne così trasferito a Bovingdon e quindi all'aeroporto di Tangmere dove incontrò l'asso britannico Robert Stanford Tuck con cui strinse amicizia.
Ritornato in Germania, nel 1953 trovò lavoro presso l'azienda Siemens, tornando a volare con la Luftwaffe della Bundeswehr il 1º gennaio 1956. Dopo un corso di "riaddestramento" in Germania ottenne l'abilitazione al volo con gli F-84G Thunderjet nella Luke Air Force Base, vicino Glendale (Arizona), quindi con i Lockheed F-104 Starfighter, su cui volò a Palmdale (California) e alla Edwards Air Force Base. Nel 1966 divenne Brigadegeneral e in seguito comandante della 3. Luftwaffendivision, quindi, nel 1969, capo di stato maggiore della 4th Allied Tactical Air Forces. Promosso Generalleutnant, nell'ottobre 1970 fu nominato comandante generale della flotta aerea (Kommandierender General Luftflotte) e, dal 1971 al 1974, arrivò al culmine della sua carriera diventando capo di stato maggiore della Luftwaffe (Inspekteur der Luftwaffe). Si congedò nel 1975.
Nel 2004 raccolse in un libro (Mein Flugbuch) le sue memorie. Morì a causa di un infarto miocardico acuto nella sua casa di Bad Reichenhall il 4 ottobre 2009, all'età di 91 anni.